# Oleg Tarnovschi
Oleg Tarnovschi (Leópolis, Ucrania, 10 de abril de 1992) es un deportista moldavo que compite en piragüismo en la modalidad de aguas tranquilas. Su hermano Serghei compite en el mismo deporte.
Ganó tres medallas en el Campeonato Mundial de Piragüismo entre los años 2015 y 2021, y cinco medallas en el Campeonato Europeo de Piragüismo entre los años 2016 y 2025.

## Palmarés internacional
| Campeonato Mundial | Campeonato Mundial       | Campeonato Mundial | Campeonato Mundial |
| Año                | Lugar                    | Medalla            | Competición        |
| ------------------ | ------------------------ | ------------------ | ------------------ |
| 2015               | Milán (Italia)           | Medalla de plata   | C1 500 m           |
| 2019               | Szeged (Hungría)         | Medalla de bronce  | C1 500 m           |
| 2021               | Copenhague (Dinamarca)   | Medalla de bronce  | C1 500 m           |
| Campeonato Europeo |                          |                    |                    |
| Año                | Lugar                    | Medalla            | Competición        |
| 2016               | Moscú (Rusia)            | Medalla de bronce  | C1 500 m           |
| 2017               | Plovdiv (Bulgaria)       | Medalla de plata   | C1 500 m           |
| 2018               | Belgrado (Serbia)        | Medalla de bronce  | C1 500 m           |
| 2024               | Szeged (Hungría)         | Medalla de bronce  | C2 1000 m          |
| 2025               | Račice (República Checa) | Medalla de bronce  | C4 500 m mixto     |